# La Vie du Christ (Nolde)
La Vie du Christ (Das Leben Christi) est une œuvre en neuf parties du peintre expressionniste allemand Emil Nolde, réalisée en 1911-1912. C'est l'une des œuvres centrales des peintures religieuses de l'artiste.
Elle est conservée au musée Nolde à Seebüll.

## Description
L'œuvre est un polyptyque en neuf parties qui ressemble à un retable, avec quatre images à gauche en carré et autant à droite, avec une grande image centrale représentant la Crucifixion. Les aplats de couleurs sont contrastés et stridents, suivant les couleurs des fauves.
Dans La Vie du Christ, Nolde a exprimé ses émotions intérieures avec un fort sentiment religieux. Il a utilisé une esthétique déformée de couleurs stridentes appliquées avec des coups de pinceau courts, empâtés et nerveux.
Autour du panneau central, la Crucifixion, la Vie du Christ est racontée. À partir de la Nativité, en haut à gauche, elle se déroule jusqu’à l’Ascension, en haut à droite, huit épisodes importants que le peintre a illustrés à sa manière, dans un style très personnel.
La logique des images suit la chronologie de l'histoire de la vie du Christ. À gauche : la Nativité (Heilige Nacht), l'Adoration des mages (Die Heiligen Drei Könige), le Christ de douze ans (Der zwölfjährige Christus) ou Jésus parmi les docteurs, le Christ et Judas (Christus und Judas). Centre : Crucifixion (Kreuzigung). À droite : Les femmes sur la tombe (Frauen am Grabe), la résurrection (Auferstehung), l'ascension (Himmelfahrt), Thomas l'incrédule (Ungläubiger Thomas).

## Histoire
En 1911, Le Christ âgé de douze ans, Le Christ et Judas et Les Rois Mages ont été peints comme des œuvres indépendantes. Par la suite, l'idée d'un polyptyque est née.
Le polyptyque La vie du Christ a été présenté dans de nombreuses expositions. En mars 1912, il a été exposé à Hagen comme pièce maîtresse d'une exposition d'œuvres de Nolde. Le polyptyque devait ensuite être présenté à l'Exposition internationale d'art religieux contemporain de Bruxelles en 1912, mais deux jours avant l'ouverture, il a été refusé car le jury a jugé le retable trop "fort" et "dangereux". Le polyptyque a ensuite été envoyé à l'exposition du Sonderbund (Sonderbund Westdeutscher Kunstfreunde und Künstler) à Cologne, mais même là, sous prétexte de manque de place, il n'a pas été autorisé à participer.
L'œuvre a ensuite été exposée à Munich dans le cadre du Salon des arts nouveaux de Paul Ferdinand Schmidt, où elle a suscité des réactions mitigées de la part du public. Après la Première Guerre mondiale, le polyptyque a été présenté à plusieurs grandes expositions : à Lübeck en 1921, à Dresde et à Bâle en 1928 et à Essen lors de l'exposition « Art religieux actuel » en 1932 au Musée Folkwang. Le polyptyque est resté au Folkwang pendant plusieurs années, car la maison de Nolde ne disposait pas de suffisamment d'espace pour le conserver.
En 1937, les nationaux-socialistes ont déclaré l'œuvre d'Emil Nolde dégénérée. Le polyptyque La vie du Christ a été saisi et transporté à Munich pour l'exposition « Art dégénéré ». En 1939, l'œuvre a été rendue à l'artiste et a été conservée avec lui pendant longtemps. Aujourd'hui, le polyptyque La vie du Christ se trouve au musée de la Fondation Ada et Emil Nolde à Seebühl.